# الحرامي والعبيط (فلم)
الحرامي والعبيط فيلم درامي مصري إنتاج عام 2013، بطولة خالد الصاوي وخالد صالح وروبي.

## القصة
في إطار الدراما الاجتماعية تدور أحداث الفيلم حيث يناقش العديد من القضايا والمشاكل الاجتماعية، حيث أحد المجاذيب (خالد صالح) الذي يفقد عقله بسبب الظروف السيئة التي يعيش فيها، ويتعرف على صديقه (خالد الصاوي) الذي يفقد عينه في مشاجرة فيتقرب له ويحاول خداعه واستغلاله حتى يتمكن من سرقة عينه من خلال حبيبته الممرضة (روبي) التي تعمل ممرضة بإحدى المستشفيات التي تتاجر في الأعضاء البشرية.

## طاقم التمثيل
- خالد الصاوي: صلاح روسّي
- خالد صالح: فتحي
- روبي: ناهد
- عايدة عبد العزيز: أم صلاح
- سيد رجب: خال ناهد
- مجدي بدر: د/طلعت
- ضياء الميرغني
- محمد درديري: أبو صلاح

بالاشتراك مع: إسماعيل فرغلي - حمدي إسماعيل - هاني العدوي - علي حمدي: روسي - حمادة بركات: حمدي علولا - إلهام عبد البديع - جمال حجازي - منى ممدوح - نيفان صابر - ياسمين زينة - سماح عبد العال - إيناس عبد العال - أحمد فوزي - ميرفت إبراهيم - قدري أبو الهول - سعد أبو السعود+ محمد أبوالدهب - فرج محمود - حسين غباشي - ضياء الميرغني- منة حسام: طفلة

## روابط خارجية
- مقالات تستعمل روابط فنية بلا صلة مع ويكي بيانات